# إريك بلوم
اريك بلوم (بالإنجليزية: Eric Bloom)‏ هو مغني وعازف قيثارة وكاتب أغاني أمريكي، ولد في 1 ديسمبر 1944 في نيويورك في الولايات المتحدة.

## وصلات خارجية
- الموقع الرسمي
- إريك بلوم على موقع IMDb (الإنجليزية)
- إريك بلوم على موقع ميوزك برينز (الإنجليزية)
- إريك بلوم على موقع أول ميوزيك (الإنجليزية)
- إريك بلوم على موقع ديسكوغز (الإنجليزية)
- إريك بلوم على موقع قاعدة بيانات الفيلم (الإنجليزية)